# L'Ancienne-Lorette
L'Ancienne-Lorette é uma cidade localizada na província de Quebec, Canadá.